# SanDisk
SanDisk là một công ty chuyên sản xuất các sản phẩm bộ nhớ flash bao gồm thẻ nhớ và bộ đọc thẻ nhớ, ổ USB flash, và SSD. Tính đến tháng 2 năm 2015, SanDisk là nhà sản xuất bộ nhớ flash lớn thứ ba thế giới.
Vào ngày 12 tháng 5 năm 2016, SanDisk đã được nhà sản xuất ổ cứng Western Digital mua lại với giá 20 tỷ USD.

## Các sản phẩm và công nghệ khác
- FlashCP
- Secure USB Drive
- StartKey
- U3
- SanDisk Sansa
- Eye-Fi
- ULLtraDIMM